# Rodney Klooster
Rodney Klooster (* 26. listopadu 1996, Vlaardingen, Nizozemsko) je nizozemský fotbalový obránce, od ledna 2017 hráč slovenského klubu FK AS Trenčín, od ledna 2018 na hostování v FC Eindhoven. Nastupuje nejčastěji na pravé straně obrany. Jeho bratrem–dvojčetem je fotbalista Milton Klooster.

## Klubová kariéra
- Vlaardingen (mládež)
- Feyenoord (mládež)
- SBV Excelsior (mládež)
- FC Dordrecht 2016
- FK AS Trenčín 2017–
- →  FC Eindhoven (hostování) 2018–

Rodney Kloster začínal s fotbalem ve věku 6 let v rodném Vlaardingenu. Když měl 9 let, přišla nabídka z Feyenoordu Rotterdam, otec jej tam uvolnil i s bratrem Miltonem až za dva roky. Ve 13 letech Rodney odešel (bez bratra) do klubu SBV Excelsior.

Na seniorské úrovni nastupoval od léta do listopadu 2016 na amatérské bázi za druholigový FC Dordrecht. 

V zimní přestávce sezóny 2016/17 Fortuna ligy přišel společně s bratrem na testy do slovenského klubu FK AS Trenčín, kde oba posléze podepsali smlouvy. V lednu 2018 odešel hostovat do druholigového nizozemského mužstva FC Eindhoven.